# Morti il 9 giugno
| Questa pagina contiene informazioni ricavate automaticamente dalle voci biografiche con l'ausilio del template Bio e di un bot. L'aggiornamento è periodico e automatico e ricostruisce completamente la pagina. Se manca una persona in questa lista, sei pregato di non aggiungerla, ma accertati piuttosto che la sua voce biografica contenga il template Bio e che i dati anagrafici siano correttamente compilati. Se il template Bio manca, inseriscilo tu stesso o, in alternativa, metti l'avviso {{tmp\|Bio}} che ne segnala la mancanza. Se i dati riportati sono sbagliati, correggi direttamente la voce biografica; le modifiche saranno visibili in questa lista entro pochi giorni. Per chiarimenti vedi il progetto biografie. La lista contiene solo le 448 persone che sono citate nell'enciclopedia e per le quali è stato implementato correttamente il template Bio. Pagina aggiornata al 5 ago 2025. |

## I secolo a.C.(1)
- 53 a.C. - Publio Licinio Crasso, politico e generale romano

## I secolo(1)
- 68 - Nerone, imperatore romano (n. 37)

## IV secolo(1)
- 373 - Efrem il Siro, teologo, scrittore e santo siro (n. 306)

## VI secolo(1)
- 597 - Columba di Iona, abate e santo irlandese (n. 521)

## VII secolo(1)
- 630 - Shahvaraz, generale persiano

## XI secolo(2)
- 1012 - Tagino di Magdeburgo, arcivescovo cattolico tedesco
- 1075 - Gebeardo di Supplimburgo, nobile tedesco

## XIV secolo(3)
- 1348 - Ambrogio Lorenzetti, pittore italiano
- 1360 - Gerard Lisle, I barone Lisle, nobile e cavaliere medievale britannico
- 1361 - Philippe de Vitry, compositore, teorico musicale e poeta francese (n. 1291)

## XV secolo(3)
- 1417 - Alfonso de Córdoba, patriarca cattolico spagnolo
- 1493 - Hatakeyama Masanaga, militare giapponese (n. 1442)
- 1498 - Pomponio Leto, umanista italiano (n. 1428)

## XVI secolo(11)
- 1511 - William Courtenay, I conte di Devon, nobile britannico (n. 1475)
- 1523 - Diego de Deza, arcivescovo cattolico spagnolo (n. 1443)
- 1537 - Luigi II d'Orléans-Longueville, nobile francese (n. 1510)
- 1547 - Pedricco de' Medici, nobile italiano (n. 1546)
- 1563 - William Paget, I barone Paget, nobile e politico inglese (n. 1506)
- 1572 - Giovanna III di Navarra, regina (n. 1528)
- 1581 - Jean de Croÿ, politico, militare e nobile belga
- 1583 - Thomas Radcliffe, III conte di Sussex, nobile britannico
- 1586 - Filippo Boncompagni, cardinale italiano (n. 1548)
- 1592 - Françoise Babou de La Bourdaisière, nobildonna francese (n. 1540)
- 1597 - José de Anchieta, gesuita, linguista e missionario spagnolo (n. 1534)

## XVII secolo(12)
- 1602 - Maeda Gen'i, militare giapponese (n. 1539)
- 1627 - Giulio Cesare Fontana, architetto e ingegnere italiano (n. 1580)
- 1635 - Juan Domínguez Palermo, militare e politico spagnolo (n. 1560)
- 1636 - Antoine de Paule, militare francese (n. 1551)
- 1637 - Galeotto IV Pico della Mirandola, nobile italiano (n. 1610)
- 1641 - Ferdinando Carli, scrittore italiano (n. 1578)
- 1647 - Matias de Albuquerque, militare portoghese (n. 1580)
- 1656 - Thomas Tomkins, compositore inglese (n. 1572)
- 1681 - William Lilly, astrologo e scrittore inglese (n. 1602)
- 1685 - Laura Margherita Mazzarino, italiana (n. 1608)
- 1691 - Charles Maitland, III conte di Lauderdale, politico e nobile scozzese (n. 1620)
- 1695 - Antonio Filippo Ciucci, chirurgo italiano (n. 1627)

## XVIII secolo(19)
- 1701 - Filippo I di Borbone-Orléans, principe francese (n. 1640)
- 1705 - Fadrique Álvarez de Toledo y Ponce de León, militare spagnolo (n. 1635)
- 1711 - Alessandro Caprara, cardinale italiano (n. 1626)
- 1711 - Humbertus Guilielmus de Precipiano, arcivescovo cattolico francese (n. 1627)
- 1717 - Jeanne Guyon, mistica francese (n. 1648)
- 1722 - Giovan Betto, architetto italiano (n. 1642)
- 1725 - Cristoforo Schor, architetto, ingegnere e scenografo italiano
- 1726 - Adrien de Pauger, ingegnere e cartografo francese
- 1739 - Theodorus van der Croon, arcivescovo vetero-cattolico olandese (n. 1668)
- 1742 - Simone Brentana, pittore italiano (n. 1656)
- 1751 - John Machin, matematico e astronomo inglese (n. 1680)
- 1759 - Giacinta Orsini, nobile italiana (n. 1741)
- 1763 - Giuseppe Antonio Osorio Alarçon, politico e diplomatico italiano (n. 1697)
- 1772 - Pietro Monaco, incisore italiano (n. 1707)
- 1785 - Paolo Massei, cardinale italiano (n. 1712)
- 1790 - Robert Robinson, teologo inglese (n. 1735)
- 1794 - Girolamo Tiraboschi, storico della letteratura, bibliotecario e gesuita italiano (n. 1731)
- 1795 - François Chopart, chirurgo francese (n. 1743)
- 1796 - José María Álvarez de Toledo, duca (n. 1756)

## XIX secolo(51)
- 1803 - Anton Maria Fineschi, agronomo e giurista italiano (n. 1743)
- 1815 - Marco Antonio Gregorina, vescovo cattolico, scrittore e teologo dalmata (n. 1735)
- 1820 - Wilhelmine Enke, tedesca (n. 1752)
- 1820 - Guglielmina di Prussia, principessa tedesca (n. 1751)
- 1820 - Judith Sargent Murray, scrittrice, poetessa e drammaturga statunitense (n. 1751)
- 1823 - Johann Pezzl, scrittore tedesco (n. 1756)
- 1825 - Paolina Bonaparte, principessa italiana (n. 1780)
- 1826 - Johann Kaspar Friedrich Manso, filologo, insegnante e storico tedesco (n. 1760)
- 1827 - Carlo Rosmini, scrittore e storico italiano (n. 1758)
- 1828 - Dixon Denham, militare e esploratore inglese (n. 1786)
- 1829 - Baltasar Hidalgo de Cisneros, ammiraglio e politico spagnolo
- 1832 - Friedrich von Gentz, politico e diplomatico prussiano (n. 1764)
- 1832 - Semën Romanovič Voroncov, politico e diplomatico russo (n. 1744)
- 1832 - Franz Joseph Saurau, politico e diplomatico austriaco (n. 1760)
- 1834 - William Carey, missionario e presbitero irlandese (n. 1761)
- 1836 - Giuseppe Lechi, generale, rivoluzionario e patriota italiano (n. 1766)
- 1837 - Anna Maria Taigi, beata italiana (n. 1769)
- 1840 - Robert O'Callaghan, generale e politico britannico (n. 1777)
- 1842 - Maria Dalle Donne, medica e ginecologa italiana (n. 1778)
- 1843 - Leopoldo Armaroli, avvocato e politico italiano (n. 1766)
- 1844 - Gabriel Moore, politico statunitense (n. 1785)
- 1847 - Johann Christian Reinhart, pittore, incisore e illustratore tedesco (n. 1761)
- 1848 - Angelo Confalonieri, missionario italiano (n. 1813)
- 1855 - Enea Becheroni, scultore italiano (n. 1819)
- 1855 - Arthur Guinness, banchiere e politico irlandese (n. 1768)
- 1855 - Piotr Michałowski, pittore polacco (n. 1800)
- 1863 - Dost Mohammed Khan, politico afghano (n. 1793)
- 1866 - Stefano Marianini, fisico italiano (n. 1790)
- 1869 - Rudolf Obermann, educatore e ginnasta svizzero (n. 1812)
- 1870 - Charles Dickens, scrittore e giornalista britannico (n. 1812)
- 1871 - Anna Atkins, botanica e fotografa inglese (n. 1799)
- 1871 - Friedrich Ueberweg, storico della filosofia tedesco (n. 1826)
- 1874 - Antonio Dugoni, pittore italiano (n. 1827)
- 1874 - Giuseppe Macinata, pittore italiano (n. 1807)
- 1876 - Gustavo Ponza di San Martino, politico italiano (n. 1810)
- 1879 - Aleksandr Konstantinovič Solov'ëv, rivoluzionario russo (n. 1846)
- 1881 - Louis-Gaston de Ségur, presbitero francese (n. 1820)
- 1882 - Macario I, religioso russo (n. 1816)
- 1882 - Milo Parker Jewett, pedagogista statunitense (n. 1808)
- 1883 - Gherardo Freschi, agronomo e patriota italiano (n. 1805)
- 1884 - Aníbal Pinto, politico cileno (n. 1825)
- 1884 - Stefan Subic, scultore e pittore austro-ungarico (n. 1820)
- 1889 - Cesare Pastore, politico italiano (n. 1822)
- 1891 - Samuel Adler, rabbino tedesco (n. 1809)
- 1891 - Ludvig Lorenz, fisico danese (n. 1829)
- 1892 - Emmanuele Rocco, filologo italiano (n. 1811)
- 1892 - Yoshitoshi, incisore, pittore e poeta giapponese (n. 1839)
- 1894 - Friedrich Louis Dobermann, allevatore tedesco (n. 1834)
- 1895 - Giovanni Battista Carnevalini, vescovo cattolico italiano (n. 1843)
- 1897 - Alvan Graham Clark, astronomo statunitense (n. 1832)
- 1900 - Adolf Holm, storico e archeologo tedesco (n. 1830)

## XX secolo(224)
- 1901 - Walter Besant, scrittore inglese (n. 1836)
- 1901 - Carl Langenbuch, chirurgo tedesco (n. 1846)
- 1902 - Paku Alam VI, sovrano indonesiano (n. 1856)
- 1903 - Gaspar Núñez de Arce, drammaturgo spagnolo (n. 1834)
- 1904 - Kwasi Boakye, nobile, ingegnere e scrittore ghanese (n. 1827)
- 1904 - Levi Leiter, imprenditore statunitense (n. 1834)
- 1905 - Serfiraz Hanim, principessa abcasa (n. 1837)
- 1905 - Giovanni Battista Schellino, architetto italiano (n. 1818)
- 1907 - Lodovico Tuminello, fotografo e pittore italiano (n. 1824)
- 1908 - Ferdinando Maria Perrone, imprenditore e patriota italiano (n. 1847)
- 1908 - Giulio Prinetti, imprenditore e politico italiano (n. 1851)
- 1909 - Giacomo Armò, politico e magistrato italiano (n. 1830)
- 1910 - Pietro Compagna, politico italiano (n. 1831)
- 1910 - George Newnes, editore e imprenditore inglese (n. 1851)
- 1911 - Carrie Nation, attivista statunitense (n. 1846)
- 1911 - Johannes Otzen, architetto tedesco (n. 1839)
- 1912 - Ion Luca Caragiale, drammaturgo e scrittore rumeno (n. 1852)
- 1914 - Charles Giron, pittore svizzero (n. 1850)
- 1915 - Paul Drouot, poeta francese (n. 1886)
- 1915 - Hugo Hermes, politico tedesco (n. 1837)
- 1915 - Enrico Rocca, liutaio italiano (n. 1847)
- 1915 - William Robert Ware, architetto e scrittore statunitense (n. 1832)
- 1915 - Joaquín Álvarez de Toledo, XIX duca di Medina Sidonia, nobile spagnolo (n. 1865)
- 1916 - Luigi Cigersa, militare italiano (n. 1866)
- 1917 - Gertrude Appleyard, arciera britannica (n. 1865)
- 1917 - Gaetano de Martini, pittore italiano (n. 1840)
- 1918 - Anna Grigor'evna Dostoevskaja, russa (n. 1846)
- 1919 - Marie-Hélène Aarestrup, pittrice norvegese (n. 1826)
- 1919 - Henri Boutet, disegnatore e incisore francese (n. 1851)
- 1921 - Jennie Jerome, socialite statunitense (n. 1854)
- 1922 - Anthony Fane, XIII conte di Westmorland, ufficiale britannico (n. 1859)
- 1922 - William Gowland, ingegnere e archeologo britannico (n. 1842)
- 1922 - Charles Lyttelton, VIII visconte Cobham, nobile e politico inglese (n. 1842)
- 1923 - Takeo Arishima, scrittore giapponese (n. 1878)
- 1923 - Elena di Sassonia-Coburgo-Gotha, principessa tedesca (n. 1846)
- 1924 - Charles Brandt, attore statunitense (n. 1862)
- 1925 - Antony MacDonnell, I barone MacDonnell, politico irlandese (n. 1844)
- 1926 - Sanford Ballard Dole, politico e giurista statunitense (n. 1844)
- 1927 - Victoria Woodhull, attivista statunitense (n. 1838)
- 1929 - Giacomo Bresadola, presbitero e micologo italiano (n. 1847)
- 1931 - William Frederick Denning, astronomo britannico (n. 1848)
- 1931 - Dominic Maria Prümmer, teologo, docente e scrittore tedesco (n. 1866)
- 1932 - Albert von Ettingshausen, fisico tedesco (n. 1850)
- 1932 - Émile Friant, pittore francese (n. 1863)
- 1932 - George Reiffenstein, canottiere canadese (n. 1883)
- 1932 - Jules Ernest Renoux, pittore francese (n. 1863)
- 1933 - Fernand Allard l'Olivier, pittore e illustratore belga (n. 1883)
- 1933 - Hildegart Rodríguez Carballeira, attivista spagnola (n. 1914)
- 1934 - Giovanni Alloatti, pilota automobilistico italiano
- 1934 - Christos Tsountas, archeologo greco (n. 1857)
- 1936 - Luigi Boccardo, presbitero italiano (n. 1861)
- 1936 - Louis Rasquinet, ciclista su strada e pistard belga (n. 1870)
- 1937 - Carlo Rosselli, antifascista, giornalista e filosofo italiano (n. 1899)
- 1937 - Nello Rosselli, storico, giornalista e antifascista italiano (n. 1900)
- 1939 - Enrique Fernández Arbós, violinista, compositore e direttore d'orchestra spagnolo (n. 1863)
- 1939 - Owen Moore, attore irlandese (n. 1886)
- 1942 - Joseph Corrigan, vescovo cattolico statunitense (n. 1879)
- 1942 - František Erben, ginnasta boemo (n. 1874)
- 1943 - Mina Carlson-Bredberg, pittrice svedese (n. 1857)
- 1944 - Gino Parin, pittore italiano (n. 1876)
- 1944 - Emmy Zehden, antifascista tedesca (n. 1900)
- 1944 - Enrico Zuddas, carabiniere italiano (n. 1911)
- 1946 - Charles Burguet, regista, sceneggiatore e attore francese (n. 1878)
- 1946 - Roberte Cusey, modella francese (n. 1907)
- 1946 - Ananda Mahidol, sovrano thailandese (n. 1925)
- 1946 - Thomas Thynne, V marchese di Bath, politico britannico (n. 1862)
- 1947 - Augusto Giacometti, pittore svizzero (n. 1877)
- 1947 - J. Warren Kerrigan, attore e produttore cinematografico statunitense (n. 1879)
- 1947 - Umaid Singh, indiano (n. 1903)
- 1948 - James Young, regista, attore e sceneggiatore statunitense (n. 1872)
- 1949 - Maria Cebotari, soprano moldavo (n. 1910)
- 1950 - Edward Asahel Birge, docente statunitense (n. 1851)
- 1950 - Gabrielle Bossis, attrice, scrittrice e mistica francese (n. 1874)
- 1950 - Denis Auguste Duchêne, generale francese (n. 1862)
- 1950 - Henry Harwood, ammiraglio inglese (n. 1888)
- 1951 - Gino Gibelli, calciatore italiano (n. 1882)
- 1951 - Mayo Methot, attrice statunitense (n. 1904)
- 1951 - Angelos Sikelianos, poeta greco (n. 1884)
- 1952 - Adolf Busch, violinista e compositore tedesco (n. 1891)
- 1952 - Luigi Puccianti, fisico italiano (n. 1875)
- 1953 - Alexandre Arquillière, attore francese (n. 1870)
- 1953 - Ugo Betti, poeta e drammaturgo italiano (n. 1892)
- 1953 - Godfrey Tearle, attore statunitense (n. 1884)
- 1954 - Ruggero Bovelli, arcivescovo cattolico italiano (n. 1875)
- 1954 - Gordon Crole-Rees, tennista britannico (n. 1883)
- 1954 - Fritz Fürst, calciatore tedesco (n. 1891)
- 1954 - Dixie Gilmer, politico e avvocato statunitense (n. 1907)
- 1954 - Arthur Greenwood, politico inglese (n. 1880)
- 1954 - Alain LeRoy Locke, scrittore, docente e filosofo statunitense (n. 1885)
- 1955 - Jorge Agostini, schermidore e rivoluzionario cubano (n. 1910)
- 1956 - B. Reeves Eason, regista, attore e sceneggiatore statunitense (n. 1886)
- 1956 - Benedetto Migliore, giornalista e critico letterario italiano (n. 1892)
- 1956 - Joe Smith, calciatore inglese (n. 1890)
- 1957 - Ferdinand Frithum, allenatore di calcio e calciatore austriaco (n. 1891)
- 1958 - Ava Lowle Willing, socialite statunitense (n. 1868)
- 1958 - Robert Donat, attore britannico (n. 1905)
- 1959 - Aldo Ascoli, ammiraglio italiano (n. 1882)
- 1959 - Michael Galitzen, tuffatore statunitense (n. 1909)
- 1959 - Otto Ludwig Haas-Heye, stilista tedesco (n. 1879)
- 1959 - Adolf Otto Reinhold Windaus, chimico tedesco (n. 1876)
- 1960 - Paul Fischl, calciatore austriaco (n. 1886)
- 1961 - Carlo Anti, archeologo italiano (n. 1889)
- 1961 - Arnstein Arneberg, architetto norvegese (n. 1882)
- 1961 - Ernest Beaux, profumiere francese (n. 1881)
- 1961 - Kateryna Bilokur, artista ucraina (n. 1900)
- 1961 - Camille Guérin, microbiologo e veterinario francese (n. 1872)
- 1961 - Marcello Personeni, calciatore italiano (n. 1931)
- 1963 - Josè Felix de Lequerica, politico e diplomatico spagnolo (n. 1891)
- 1964 - Max Aitken, I barone di Beaverbrook, editore e politico britannico (n. 1879)
- 1964 - Niels Turin-Nielsen, ginnasta danese (n. 1887)
- 1965 - Giovanni Carrara, politico italiano (n. 1885)
- 1965 - Harold Hardman, calciatore inglese (n. 1882)
- 1965 - Peter Kemp, nuotatore e pallanuotista britannico (n. 1877)
- 1966 - Francesco Ruggiero, maratoneta italiano (n. 1891)
- 1967 - Pietro Montani, pianista e compositore italiano (n. 1895)
- 1967 - Giorgio Nicodemi, museologo, numismatico e storico dell'arte italiano (n. 1891)
- 1967 - John Zander, mezzofondista svedese (n. 1890)
- 1968 - Teo Otto, pittore e scenografo tedesco (n. 1904)
- 1968 - Federico Ravagli, scrittore e giornalista italiano (n. 1889)
- 1969 - Harold Davenport, matematico inglese (n. 1907)
- 1969 - Vittorino Gervasio, imprenditore, dirigente d'azienda e politico italiano (n. 1886)
- 1969 - He Long, generale e politico cinese (n. 1896)
- 1969 - Giovanni Lomi, pittore e baritono italiano (n. 1889)
- 1969 - Loudon Sainthill, costumista australiano (n. 1918)
- 1969 - Emilio Zannerini, politico e partigiano italiano (n. 1891)
- 1970 - Rafael Ángel Calderón Guardia, politico costaricano (n. 1900)
- 1970 - Piero Girace, giornalista, scrittore e critico d'arte italiano (n. 1904)
- 1970 - Attilio Marinangeli, missionario italiano (n. 1913)
- 1970 - Aladdin Pallante, violinista e attore statunitense (n. 1912)
- 1971 - Harold Lloyd Jr., attore statunitense (n. 1931)
- 1971 - R. R. Winterbotham, scrittore statunitense (n. 1904)
- 1972 - Rudolf Belling, scultore tedesco (n. 1886)
- 1972 - Cees ten Cate, calciatore olandese (n. 1890)
- 1972 - Gilberto Parlotti, pilota motociclistico italiano (n. 1940)
- 1972 - Robert Pobožný, vescovo cattolico slovacco (n. 1890)
- 1973 - John Creasey, scrittore inglese (n. 1908)
- 1973 - Carlo D'Angelo, attore e doppiatore italiano (n. 1919)
- 1973 - Erich von Manstein, generale tedesco (n. 1887)
- 1974 - Lina Arpesani, scultrice e pittrice italiana (n. 1888)
- 1974 - Miguel Ángel Asturias, scrittore, poeta e drammaturgo guatemalteco (n. 1899)
- 1974 - Katharine Cornell, attrice teatrale e scrittrice statunitense (n. 1893)
- 1974 - Piero Nardi, italianista e critico letterario italiano (n. 1891)
- 1974 - Pierre Pellizza, tennista francese (n. 1917)
- 1974 - Carlo Pisacane, attore italiano (n. 1889)
- 1975 - Mario Cergol, hockeista su pista e allenatore di hockey su pista italiano (n. 1911)
- 1975 - Albert Spencer, VII conte Spencer, nobile inglese (n. 1892)
- 1975 - Tonono, calciatore spagnolo (n. 1943)
- 1976 - Gerd Gaiser, scrittore tedesco (n. 1908)
- 1976 - El Ouali Mustafa Sayed, politico saharawi (n. 1948)
- 1976 - Sybil Thorndike, attrice britannica (n. 1882)
- 1977 - Germano Boettcher Sobrinho, calciatore brasiliano (n. 1911)
- 1977 - Mario Gliozzi, fisico e storico della scienza italiano (n. 1899)
- 1977 - Harriet Hoctor, ballerina e coreografa statunitense (n. 1905)
- 1977 - Landsborough Thomson, ornitologo scozzese (n. 1890)
- 1978 - Luigi Campedelli, matematico italiano (n. 1903)
- 1978 - Nicola di Romania, principe rumeno (n. 1903)
- 1978 - Tom Wilson, produttore discografico statunitense (n. 1931)
- 1979 - Romolo Lazzaretti, ciclista su strada italiano (n. 1896)
- 1979 - Cyclone Taylor, hockeista su ghiaccio canadese (n. 1884)
- 1980 - Miguel Capuccini, calciatore uruguaiano (n. 1904)
- 1980 - Renato Donati, militare e aviatore italiano (n. 1894)
- 1980 - Paul Kaiser, calciatore svizzero (n. 1892)
- 1980 - Franciszek Misztal, ingegnere polacco (n. 1901)
- 1980 - Cvjetko Popović, rivoluzionario serbo (n. 1896)
- 1980 - Keith Whitehead, pallanuotista australiano (n. 1931)
- 1981 - Colgate Whitehead Darden, politico statunitense (n. 1897)
- 1981 - Russell Hayden, attore statunitense (n. 1912)
- 1981 - Gordej Ivanovič Levčenko, ammiraglio sovietico (n. 1897)
- 1982 - Costantino Costantini, ingegnere e architetto italiano (n. 1904)
- 1982 - Nicolay Diulgheroff, pittore, designer e grafico bulgaro (n. 1901)
- 1982 - Elmer Robinson, politico statunitense (n. 1894)
- 1983 - Sergio Bani, calciatore italiano (n. 1920)
- 1983 - Ercole Pace, inventore e tecnico del suono italiano (n. 1906)
- 1983 - William Munford Tuck, politico statunitense (n. 1896)
- 1984 - Helen Hardin, pittrice statunitense (n. 1943)
- 1984 - Carlo Lavagna, giurista italiano (n. 1914)
- 1985 - Fritz Keller, calciatore francese (n. 1913)
- 1985 - Ronnie Rooke, calciatore e allenatore di calcio inglese (n. 1911)
- 1985 - Norberto Sopranzi, saggista, drammaturgo e scrittore italiano (n. 1904)
- 1986 - Arnaldo Benfenati, pistard e ciclista su strada italiano (n. 1924)
- 1986 - Pietro Porcinai, architetto del paesaggio italiano (n. 1910)
- 1986 - Fernanda Romagnoli, poetessa italiana (n. 1916)
- 1986 - Mihály Tulipán, calciatore ungherese (n. 1955)
- 1987 - Monique Haas, pianista francese (n. 1909)
- 1987 - Madge Kennedy, attrice statunitense (n. 1891)
- 1987 - Karl Rainer, calciatore austriaco (n. 1901)
- 1987 - Grandon Rhodes, attore statunitense (n. 1904)
- 1988 - Uberto Bonino, banchiere e politico italiano (n. 1901)
- 1988 - Sergio Franchi, hockeista su pista e allenatore di hockey su pista italiano (n. 1945)
- 1989 - George Wells Beadle, biologo statunitense (n. 1903)
- 1989 - Rəşid Behbudov, cantante lirico e attore sovietico (n. 1915)
- 1989 - José López Rega, politico e poliziotto argentino (n. 1916)
- 1990 - John Holland, ostacolista neozelandese (n. 1926)
- 1991 - Howard Hobson, cestista, giocatore di baseball e allenatore di pallacanestro statunitense (n. 1903)
- 1991 - Raj Khosla, regista, sceneggiatore e produttore cinematografico indiano (n. 1925)
- 1991 - Gian Carlo Ronchetti, bobbista italiano (n. 1913)
- 1992 - Edgard Beiner, calciatore svizzero (n. 1909)
- 1993 - Arthur Alexander, cantautore statunitense (n. 1940)
- 1993 - Satyen Bose, regista indiano (n. 1916)
- 1993 - Alexis Smith, attrice e cantante canadese (n. 1921)
- 1994 - Cesare Butti, allenatore di calcio e calciatore italiano (n. 1905)
- 1994 - István Kocsis, calciatore ungherese (n. 1949)
- 1994 - Jan Tinbergen, economista olandese (n. 1903)
- 1996 - Rafaela Aparicio, attrice spagnola (n. 1906)
- 1996 - Alfredo Curti, regista, produttore cinematografico e scrittore italiano (n. 1915)
- 1996 - Sandro Massimini, regista teatrale, attore e coreografo italiano (n. 1942)
- 1996 - Bernard Pullman, chimico francese (n. 1919)
- 1997 - Károly Bajkó, lottatore ungherese (n. 1944)
- 1997 - André Ballatore, militare e aviatore francese (n. 1913)
- 1998 - Agostino Casaroli, cardinale e arcivescovo cattolico italiano (n. 1914)
- 1998 - Edmund Koller, bobbista tedesco (n. 1930)
- 1999 - Al Bates, lunghista statunitense (n. 1905)
- 1999 - Ernesto Calindri, attore italiano (n. 1909)
- 1999 - Andrew L. Stone, regista, produttore cinematografico e sceneggiatore statunitense (n. 1902)
- 2000 - John Abramovic, cestista statunitense (n. 1919)
- 2000 - Angelo Bonfiglio, politico italiano (n. 1928)
- 2000 - Shay Brennan, allenatore di calcio e calciatore irlandese (n. 1937)
- 2000 - Paolo Frajese, giornalista e conduttore televisivo italiano (n. 1939)
- 2000 - Fernando Inciarte, filosofo e scrittore spagnolo (n. 1929)
- 2000 - Ernst Jandl, poeta, scrittore e traduttore austriaco (n. 1925)
- 2000 - Jacob Lawrence, pittore statunitense (n. 1917)
- 2000 - Cristoforo Moscioni Negri, scrittore italiano (n. 1918)
- 2000 - George Segal, scultore statunitense (n. 1924)
- 2000 - Alfred Weidenmann, regista, scenografo e produttore cinematografico svizzero (n. 1918)

## XXI secolo(118)
- 2001 - Ronnie Allen, calciatore e allenatore di calcio inglese (n. 1929)
- 2001 - Malcolm Cooper, tiratore a segno britannico (n. 1947)
- 2001 - Savva Jakovlevič Kuliš, regista sovietico (n. 1936)
- 2001 - Yaltah Menuhin, pianista statunitense (n. 1921)
- 2001 - Luigi Zarcone, mezzofondista italiano (n. 1950)
- 2002 - Giovanni Getto, critico letterario italiano (n. 1913)
- 2002 - Maxwell M. Rabb, avvocato e funzionario statunitense (n. 1910)
- 2003 - Paolo Cavanenghi, generale italiano (n. 1932)
- 2003 - Gabriele Darbo, matematico italiano (n. 1921)
- 2003 - Karol Jurkovič, calciatore slovacco (n. 1920)
- 2003 - Kató Lomb, traduttrice ungherese (n. 1909)
- 2003 - Margo Veillon, artista svizzera (n. 1907)
- 2003 - Luigi Meriggi, politico italiano (n. 1937)
- 2003 - Barthélemy Nguyễn Sơn Lâm, vescovo cattolico vietnamita (n. 1929)
- 2003 - Angelo Palmas, arcivescovo cattolico italiano (n. 1914)
- 2003 - German Svešnikov, schermidore sovietico (n. 1937)
- 2004 - Roosevelt Brown, giocatore di football americano statunitense (n. 1932)
- 2004 - Alistair Taylor, manager britannico (n. 1935)
- 2005 - Richard Eberhart, poeta statunitense (n. 1904)
- 2005 - René Joder, pallanuotista francese (n. 1913)
- 2005 - Gina Magnavita Galeffi, filosofa e filologa brasiliana (n. 1916)
- 2005 - Trude Marlen, attrice austriaca (n. 1912)
- 2006 - Kinga Choszcz, scrittrice polacca (n. 1973)
- 2006 - Drafi Deutscher, cantante, compositore e produttore discografico tedesco (n. 1946)
- 2006 - Shay Gibbons, calciatore irlandese (n. 1929)
- 2006 - Enzo Siciliano, scrittore, saggista e drammaturgo italiano (n. 1934)
- 2007 - Rudolf Arnheim, scrittore, storico dell'arte e psicologo tedesco (n. 1904)
- 2007 - Alma Beltran, attrice statunitense (n. 1919)
- 2007 - Inger Hanmann, artista danese (n. 1918)
- 2007 - Christina Kokubo, attrice statunitense (n. 1950)
- 2007 - Ousmane Sembène, scrittore e regista senegalese (n. 1923)
- 2007 - Alfredo Simonti, calciatore italiano (n. 1926)
- 2007 - Leonard Williams, imprenditore britannico (n. 1919)
- 2008 - Karen Asryan, scacchista armeno (n. 1980)
- 2008 - Algis Budrys, autore di fantascienza statunitense (n. 1931)
- 2008 - E. Alison Kay, ambientalista statunitense (n. 1928)
- 2008 - Pietro Mezzapesa, politico italiano (n. 1930)
- 2009 - Gunnar Andersson, pilota automobilistico svedese (n. 1927)
- 2009 - Renzo Foa, giornalista italiano (n. 1946)
- 2010 - Bruno Bosio, calciatore italiano (n. 1928)
- 2010 - Gauri Shankar Kalita, giornalista indiano (n. 1955)
- 2010 - Jean Perniceni, cestista e allenatore di pallacanestro francese (n. 1930)
- 2011 - Maqbool Fida Husain, pittore, regista e sceneggiatore indiano (n. 1915)
- 2011 - Josip Katalinski, calciatore jugoslavo (n. 1948)
- 2011 - Tomoko Kawakami, doppiatrice giapponese (n. 1970)
- 2011 - Mike Mitchell, cestista statunitense (n. 1956)
- 2012 - Claudio Celli, cantante, paroliere e attore italiano (n. 1929)
- 2012 - Régis Clère, ciclista su strada e pistard francese (n. 1956)
- 2012 - Audrey, cantante e attrice tedesca (n. 1942)
- 2013 - Iain Banks, scrittore scozzese (n. 1954)
- 2013 - Bruno Bartoletti, direttore d'orchestra italiano (n. 1926)
- 2013 - Martin Bernal, grecista e storico britannico (n. 1937)
- 2013 - Walter Jens, scrittore tedesco (n. 1923)
- 2013 - Gianni Lommi, pugile italiano (n. 1936)
- 2013 - Luigi Reho, linguista e poeta italiano (n. 1916)
- 2013 - Edward Stevens, canottiere statunitense (n. 1932)
- 2014 - Bernard Agré, cardinale e arcivescovo cattolico ivoriano (n. 1926)
- 2014 - William Ashley Bradfield, ingegnere e astronomo neozelandese (n. 1927)
- 2014 - Edmund Bruggmann, sciatore alpino svizzero (n. 1943)
- 2014 - Alison Burton, tennista australiana (n. 1921)
- 2014 - Stuart Long, pugile e presbitero statunitense (n. 1963)
- 2014 - Rik Mayall, attore, comico e scrittore britannico (n. 1958)
- 2014 - Enrico Pratesi, calciatore italiano (n. 1930)
- 2015 - James Last, musicista, compositore e direttore d'orchestra tedesco (n. 1929)
- 2015 - Fred Anton Maier, pattinatore di velocità su ghiaccio norvegese (n. 1938)
- 2016 - Carillo Gritti, vescovo cattolico e missionario italiano (n. 1942)
- 2016 - Jean Normant, chimico francese (n. 1936)
- 2016 - Brooks Thompson, cestista e allenatore di pallacanestro statunitense (n. 1970)
- 2017 - Annarella, attivista e personaggio televisivo italiana (n. 1926)
- 2017 - Adam West, attore e doppiatore statunitense (n. 1928)
- 2018 - Sergio Barilari, rugbista a 15 e allenatore di rugby a 15 italiano (n. 1924)
- 2018 - Martin Birrane, imprenditore irlandese (n. 1935)
- 2018 - Françoise Bonnot, montatrice francese (n. 1939)
- 2018 - Hala bint D'aij Al Khalifa, nobildonna bahreinita
- 2018 - Reinhard Hardegen, militare e politico tedesco (n. 1913)
- 2018 - Wolfang Schwarz, allenatore di calcio e calciatore austriaco (n. 1952)
- 2018 - Romeo Tigliani, hockeista su ghiaccio italiano (n. 1946)
- 2018 - Fadil Vokrri, dirigente sportivo e calciatore kosovaro (n. 1960)
- 2019 - Bushwick Bill, rapper statunitense (n. 1966)
- 2019 - Oskar Kohlhauser, calciatore austriaco (n. 1934)
- 2019 - Mario Mangiarotti, schermidore e dirigente sportivo italiano (n. 1920)
- 2019 - Mimi Wikstedt, tennista svedese (n. 1954)
- 2020 - Arwa Abouon, fotografa canadese (n. 1982)
- 2020 - Paul Chapman, chitarrista britannico (n. 1954)
- 2020 - Pau Donés, cantautore e chitarrista spagnolo (n. 1966)
- 2020 - Ronaldo Drummond, calciatore brasiliano (n. 1948)
- 2020 - Ödön Földessy, lunghista ungherese (n. 1929)
- 2021 - Gottfried Böhm, architetto tedesco (n. 1920)
- 2021 - Edward De Bono, saggista e psicologo maltese (n. 1933)
- 2021 - Osvaldo Gonella, hockeista su pista e allenatore di hockey su pista argentino (n. 1967)
- 2021 - Gianadelio Maletti, generale italiano (n. 1921)
- 2021 - Juan Nelson, bassista statunitense (n. 1958)
- 2021 - Valentina Sidorova, schermitrice sovietica (n. 1954)
- 2021 - Dakota Skye, attrice pornografica statunitense (n. 1994)
- 2021 - Libuše Šafránková, attrice ceca (n. 1953)
- 2022 - Billy Bingham, allenatore di calcio e calciatore nordirlandese (n. 1931)
- 2022 - Giuseppe Bosco, calciatore italiano (n. 1932)
- 2022 - Giuseppe Brizi, calciatore e allenatore di calcio italiano (n. 1942)
- 2022 - Julee Cruise, cantante e attrice statunitense (n. 1956)
- 2022 - Billy Kametz, doppiatore statunitense (n. 1987)
- 2022 - Oleg Moliboga, pallavolista sovietico (n. 1953)
- 2022 - Dario Parisini, musicista, chitarrista e attore italiano (n. 1966)
- 2023 - Paul D. Hanson, orientalista e traduttore statunitense (n. 1939)
- 2023 - Denis Kessler, imprenditore francese (n. 1952)
- 2023 - Butch Martin, hockeista su ghiaccio canadese (n. 1929)
- 2023 - Helmar Müller, velocista tedesco (n. 1939)
- 2023 - Alain Touraine, sociologo francese (n. 1925)
- 2024 - Lynn Conway, informatica, inventrice e attivista statunitense (n. 1938)
- 2024 - Simon Cowell, ambientalista e conduttore televisivo britannico (n. 1952)
- 2024 - Yoshiko Kuga, attrice giapponese (n. 1931)
- 2024 - Manuel Pérez, allenatore di pallacanestro cubano (n. 1944)
- 2025 - Giuseppe Emili, politico italiano (n. 1942)
- 2025 - Frederick Forsyth, scrittore e giornalista britannico (n. 1938)
- 2025 - Barbara Holdridge, imprenditrice e editrice statunitense (n. 1929)
- 2025 - Tibor Kincses, judoka ungherese (n. 1960)
- 2025 - Panikos Krystallīs, calciatore e allenatore di calcio cipriota (n. 1938)
- 2025 - Marcel Sabou, calciatore rumeno (n. 1965)
- 2025 - Sly Stone, musicista, cantante e produttore discografico statunitense (n. 1943)